# Hermann Oesterwitz
Hermann Johannes Oesterwitz (* 10. August 1856 in Leitzkau, Provinz Sachsen, Königreich Preußen; † 4. Juni 1934 in Halle (Saale)) war ein deutscher Buchhändler, Verleger und Publizist in Spandau, Frankfurt (Oder), Dessau, Gießen, Berlin, Görlitz und Halle (Saale).

## Leben und Wirken

### Herkunft und Ausbildungen
Er war möglicherweise ein Verwandter des evangelischen Pastors Albert Oesterwitz (1821–1907) in Loburg.
Hermann Oesterwitz besuchte das Gymnasium in Zerbst. Ab September 1876 machte er eine Lehre in Halberstadt bei der Frantz’schen Buchhandlung (Gustav Loose). Ab Juli 1878 war er Gehilfe in Fürth in Bayern bei Joh. Kühl’s Buch- und Musikalienhandlung, ab Dezember 1878 in Hamburg bei G. W. Niemeyer Nachfolger (A. Ploetzke)‏, ab September 1880 in Erfurt bei Fr. Bartholomäus‏ und ab Oktober 1883 in Leipzig-Reudnitz bei Carl Rühle, bis Mai 1884.‏

### Selbstständiger Buchhändler und Verleger
Im Juli 1884 wurde Hermann Oesterwitz Eigentümer von Franz Neugebauer’s Buchhandlung (Hermann Oesterwitz)‏ in Spandau bei Berlin. Seit Januar 1885 besaß er dort (außerdem?) die Hermann Oesterwitz Verlagsbuchhandlung.
1888 übernahm er in Frankfurt (Oder) die Waldow’sche Buch- und Kunsthandlung (Herm. Oesterwitz)‏ und in Neuzelle die Waldow’sche Buch-, Kunst-, Musik- und Schreibmaterialien-Handlung‏.
Im September 1889 gründete er in Frankfurt (Oder) den Herm. Oesterwitz Verlag‏.
Seit 1890 war er Eigentümer von Herm. Oesterwitz (vorm. Rich. Kahle’s Buchhandlung)‏ in Dessau. 1899 gründete er mit Artur Voigtländer die Anhaltische Verlagsanstalt (Oesterwitz & Voigtländer) und übernahm dessen Schulbuchsortiment. Ab etwa 1900 war er deren alleiniger Besitzer. Die Schulbuchabteilung verkaufte er 1902.
1904 bot Hermann Oesterwitz die Rechte an einigen erfolgreichen Büchern erfolglos zum Verkauf an. 1906 wurden von diesen größere Lagerbestände zwangsversteigert. 1908 gab es ein Konkursverfahren.

### Tätigkeiten als Angestellter
Seit 1908 war Hermann Oesterwitz Prokurist (Disponent) beim Verlag Emil Roth in Gießen. 1909 gab er einen Verlagskatalog für Gießen und Leipzig heraus. 1911 war er möglicherweise in Wien. 1912 wurde er Prokurist im Verlag Moritz Diesterweg in Frankfurt am Main, wahrscheinlich bis 1914.
1916 wurde Hermann Oesterwitz Geschäftsführer von Wallmann’s Verlag in Lankwitz bei Berlin und Redakteur von Wallmann’s Versicherungs-Zeitschrift, bis etwa 1921. Von 1923 bis 1925 war er Direktor der deutschnational ausgerichteten Verlagsanstalt Görlitzer Nachrichten und Anzeiger.
Ab 1926 war Hermann Oesterwitz Geschäftsführer des deutschnationalen Vaterländischen Verlages und Herausgeber des Jahrbuchs Friedrich der Große in Halle (Saale).
Ende 1933 wurde er dort im Alter von 77 Jahren letztmals genannt. Danach sind keine weiteren Nachrichten über ihn bekannt.
In Leipzig gab es um 1890 den Verlag Herm. Oesterwitz Nachf.

## Publikationen

### Verleger
Hermann Oesterwitz gab in seinen Verlagen zahlreiche Schriften aus verschiedenen Sachgebieten heraus (um 1880–1903).
- Feuer-Zeug. Taschen-Liederbuch für das Zeug- und Feuerwerks-Personal der deutschen Armee, 3. verbesserte und vermehrte Auflage, um 1885

- Otto Kuntzemüller: Des Reichskanzlers Fürsten von Bismarck staatsrechtliche und wirtschaftspolitische Anschauungen. Nach seinen Parlamentsreden und anderen öffentlichen Kundgebungen. Spandau, 1887.

- [Otto Kuntzemüller] Dr. O.: Wesen, Bedeutung und Ziele der Freimaurerei. Zugleich eine bescheidene Antwort auf die jüngste Zeitungs-Polemik gegen diesen Orden. Frankfurt a. d. O., Leipzig, 1888, anonym von Otto Kuntzemüller
- Otto Kuntzemüller: Kaiser Wilhelm II. In seinem Werden und bisherigen Wirken, 1889
- August Hagemann: Schiller's Braut von Messina, Vorträge für die gebildete Welt, Heft 1, 1888
- Richard Bartmuss, Wilhelm Hosaeus: Der Tag der Pfingsten. Oratorium zur Feier der Gründung der christlichen Kirche wie zu allen kirchlichen Einweihungsfeierlichkeiten und darauf bezüglichen Gedächtnistagen. op. 14, 1892, Orgelauszug
- Hermann Lorenz: Anhalts Geschichte in Wort und Bild, 1893, für die Schule
- H. Wigge, und P. Martin: Grundlagen zur naturgemässen Umgestaltung des gesamten Schulwesens. Dessau und Leipzig, 1894.
- Eduard Siedersleben: Über die bevorstehende Einführung des lutherischen kleinen Katechismus als Landeskathechismus, 1894
- Egbert von Falkenberg: Anhaltische Fürsten-Bildnisse, 1895, 2 Bände
- H. Wigge: Der erste Sprachunterricht nach dem. Prinzip der Selbsttätigkeit, von H. Wigge, Rektor in Rodenkirchen in Oldenburg, Anhaltische Verlagsanstalt Oesterwitz & Voigtländer, Dessau, um 1895
- F. Krause (Rektor der Bürgerschule für Mädchen zu Cöthen): Das Leben der menschlichen Seele und ihre Erziehung. Psychologisch-pädagogische Briefe. 1. Teil: Das Vorstellungs- und das Denkleben. 2. Teil: Das Gefühls- und das Willensleben. Rich. Kahle, (Inh. Oesterwitz), Dessau, 1898.
- [Otto Kuntzemüller:] Was sind Freimaurer und was wollen sie? Ein Wort zur Wehr und  Lehr über Ursprung, Wesen, bedeutung und Ziele der  Freimaurerei., um 1898; 4. Neubearbeitete 10. Auflage. Vermehrt durch den Anhang von H. Oesterwitz, Was sind Odd-Fellow-Brüder und was wollen sie? Ebbeckes Verlag, Lissa, 1906, anonym von Otto Kuntzemüller
- H. Starke: Wie ich den Buchhandel erlernte. Ein Versuch, das Technische wie das Geistige im Buchhandel auf unterhaltende Art anschaulich zu machen. Aus dem  Leben und der vielseitigen Praxis eines   Fachgenossen , 1898; 7., völlig umgearbeitete und vermehrte Auflage, Gustav Uhl, Peitz, 1910, unter der Mitwirkung des Verlages von Hermann Oesterwitz[15]

- Willy Stork: Gott schütze die Marine! Material für die Feste und Versammlungen der Deutschen Marine- und Flottenvereine, 1900
- Rudolf Knilling: Ein neues armikansiches Buch über Elementar-Mathematik, 1900
- Karl Kauffmann: Bibelkunde ein Wegweiser in die Heilige Schrift Alten  und Neuen Testaments, 1900
- Führer durch Dessau und Umgebung, 1900

- Enzian. Ein neues Alpenliederbuch, 1902, Neuauflage 1910
- Willy Stork: Die Riviera. Plaudereien und praktische Winke für alle Reisenden nach Italien, [1902], auch Was muß der Besucher der Riviera wissen, 1902
- Willy Stork: Italien u. und die italienische Schweiz. Von Luzern bis Neapel. Von Nizza bis Venedig. Mit genauer Ortsangabe und bequemer Zeiteinteilung. 1 farbigen Faltkarte, Karten im Text, 1904

### Verfasser
Von Hermann Oesterwitz ist nur eine Schrift bekannt, die er wahrscheinlich selber verfasste. Er bezeichnete sich für einige weitere Werke nachweislich falsch als angeblicher Verfasser.
- Bericht über das 50jährige Jubelfest des Buchhandlungs-Gehilfen-Vereins zu Leipzig am 6., 7. und 8. Oktober 1883,  Rühle, Leipzig, 1884

Ein weiteres Buch verfasste er nach Tagebuchaufzeichnungen eines Obermatrosen
- Auf der Emden und Ayesha. Erlebnisse eines Teilnehmers (Obermaat Ardenpfuhl) nach den Aufzeichnungen aus seinem Tagebuche geschildert, Vorrede Walter Stein. Wollmann, Berlin-Lankwitz, 1916

### Herausgeber
Hermann Oesterwitz organisierte die Herausgabe von einigen Publikationen, für die er mehrere Experten gewinnen konnte, und verfasste dafür auch selbst kurze Beiträge.
Reiseführer und Versicherungsratgeber
- Wegweiser durch die Universitätsstadt Giessen und ihre Umgebung. Gießener Verkehrshandbuch, mit Plan der Stadt, Karte der Umgebung, Theaterplan, Eisenbahnkarte, 12 Vollbildern, 4 Aquarelldrucken und zahlreichen Textillustrationen, Emil Roth, Gießen, 1907, in diesem Verlag arbeitete Hermann Oesterwitz zu dieser Zeit[17]
- Illustrierter Wegweiser durch den Vogelsberg mit Wetterau und die sich daran anschließenden Teile der Rhön, 1915
- Was muss ein tüchtiger Versicherungsvertreter vom Versicherungswesen wissen? Ein praktisches Hand- und Nachschlagebuch zur Einarbeitung und Vertiefung in der Versicherungsvermittlung. Mit Beiträgen praktischer Versicherungs-Fachmänner, Wallmann's Verlag, Berlin-Lankwitz, 1917[18]; 2. Auflage 1922; Hermann Oesterwitz war Geschäftsführer des Verlages

Er war auch der Herausgeber von acht Ratgebern für Frauen, die in der Deutschen Frauen-Bücherei  des Verlags Hans Hedwigs Nachf. Curt Ronniger in Leipzig erschienen.
Zeitschrift und Jahrbuch
Außerdem war er verantwortlicher Redakteur von einer Versicherungszeitschrift und einem Jahrbuch
- Wallmann's Versicherungs-Zeitschrift, 1916–1921
- Fridericus-Jahrbuch, Verlag Deutsche Scholle, Leipzig, 1925
- Friedrich der Große (Fridericus rex). Ein vaterländisches Jahrbuch, Vaterländischer Verlag, Halle a.d.Saale, 1926–1933

## Charakterisierung
Hermann Oesterwitz war ein sehr aktiver Geschäftsmann, der in seinen Verlagen bis etwa 1902 über 100 Bücher publizierte. Er war an verschiedenen Orten in verschiedenen Verlagen aktiv, meist nur kurzzeitig. Seine längsten Tätigkeiten waren in Dessau (1890–1907), Berlin-Lankwitz (1916–1921) und Halle a.d.Saale (1926–1933), ansonsten war er nie länger als drei Jahre an einem Ort.
Hermann Oesterwitz neigte in einigen Fällen zu unsauberen Geschäftspraktiken, besonders bezüglich des Urheberrechts. So bezeichnete er sich für einige Titel, die anonym in seinen Verlagen erschienen waren, später zu Unrecht als selbstständiger Verfasser. Der Verleger Emil Glauber verklagte ihn 1924 erfolgreich, weil er Formate von Kalendarien und Autogramme aus fremden Zeitschriften für seine neue Zeitschrift original übernommen hatte und so eine Identität vortäuschte.
Hermann Oesterwitz war in seinem geschäftlichen Handeln vor allem am wirtschaftlichen Erfolg und an ökonomischen Themen interessiert. Seine politische Grundeinstellung war deutschnational, was ihn in den 1920er Jahren in Verlage im Umfeld des Stahlhelmbundes brachte.